# Смыкув (гмина)
Смыкув (пол. Smyków) — сельская гмина (волость) в Польше, входит как административная единица в Коньский повет, Свентокшиское воеводство. Население — 3 681 человек (на 2004 год).

## Демография
| Перепись                       | Всего   | Всего | Женщины | Женщины | Мужчины | Мужчины |
| ------------------------------ | ------- | ----- | ------- | ------- | ------- | ------- |
| Единицы                        | человек | %     | человек | %       | человек | %       |
| Население                      | 3 681   | 100   | 1 814   | 49,3    | 1 867   | 50,7    |
| Плотность населения (чел./км²) | 59,3    | 59,3  | 29,2    | 29,2    | 30,1    | 30,1    |

## Соседние гмины
1. Гмина Коньске
2. Гмина Мнюв
3. Гмина Радошице
4. Гмина Стомпоркув